# Klinika (zespół muzyczny)
Klinika – polski zespół grający HC z elementami folku. Powstał w 1993 roku we Wrocławiu. Nagrał 2 płyty.

## Skład
- Aśka – skrzypce
- Kaśka – wokal
- Rodżer – gitara, wokal
- Zając – gitara basowa
- Kuba – perkusja

## Dyskografia
- 1994 – Świnie w kosmosie (kaseta)
- 1995 – (demo) Ultimo (wyd. Enigmatic Tapes)
- 1998 – Tourdion (wyd. Nikt Nic Nie Wie)
- 2006 – Karate Pogo (wyd. Nikt Nic Nie Wie)
- 2007 – (składanka) Muzyczna Bitwa – na cały rock (wyd. Luna